# Les Limiers (série télévisée)
Pour les articles homonymes, voir Limier.
Les Limiers est une série télévisée policière française en six épisodes de 52 minutes réalisée par Alain DesRochers, diffusée entre le 6 et le 20 septembre 2013 sur France 2.

## Synopsis
La brigade nationale de la recherche des fugitifs (BRF) traque les criminels et les témoins lorsqu'un mandat est émis à leur encontre sur tout le territoire national.

## Distribution

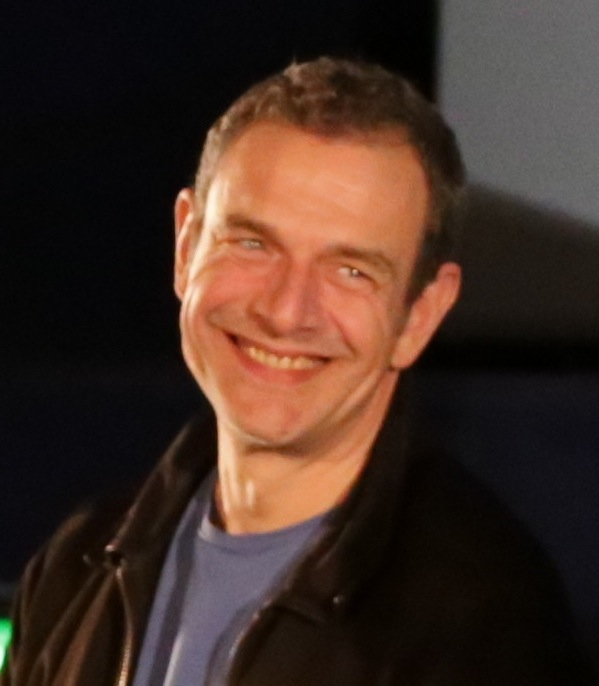
Jean-Yves Berteloot est le commandant de police dirigeant la « brigade de recherche des fugitifs » dans la série.

### Acteurs principaux
- Jean-Yves Berteloot : commandant de police Marco Van Der Saar
- Isabelle Leprince : Lucie Martin
- Cyrille Thouvenin : lieutenant Benjamin « Benji » Wallenberg
- Marie Nicolle : lieutenant Olivia Quillici
- Marc Ruchmann : lieutenant Sam Ribeiro
- Léonie Simaga : lieutenant Sara Mauduit

### Invités
- Nicolas Beaucaire : Pierre Thomert (épisode 1)
- Frédéric Chau : Docteur Nguyen (épisode 1)
- Tristan Robin : Guillaume Paillet (épisode 1)
- Hélène Seuzaret : Laura Caponi (épisode 2)
- Judith Henry : Mme Lebihan (épisode 4)
- Bernard Blancan : Commissaire Baudrillard (épisode 4)
- Dominique Bettenfeld : José Palatino (épisode 5)
- Laurent D'Olce : Vincent Carnot (épisode 6)
- Dominique Guillo : Grégoire Lormont (épisode 6)

## Épisodes
La série comprend à ce jour (2018), une seule saison avec six épisodes, tournés dans des lieux différents, répartis dans tout le territoire français,.

### Épisode 1:D520
- Lieux : Auxerre, Morvan, Savoie
- Résumé : le nouveau directeur d'une pépinière est retrouvé mort sur son lieu de travail. Non loin de là, un accident entre une voiture et un moto se transforme en une prise d'otage. Le motard, ami de la victime, mais aussi le fils du propriétaire de l'entreprise horticole, a enlevé une jeune femme inconnue et la contraint, sous la menace d'une arme, à l'emmener avec sa voiture dans un chalet en pleine montagne, non loin de la frontière italienne.
 Arrivés un peu plus tard sur les lieux, l'équipe du commandant de police Marco Van Der Saar, surnommée "les limiers", retrouve le corps du motard, la tête fracassée sur des rochers, non loin de ce chalet. Lancés sur les traces de la mystérieuse jeune femme qui a disparu, les policiers vont aller de surprise en surprise et un des membres de l'équipe va devoir lutter contre ses mauvais souvenirs afin de faire aboutir l'enquête et stopper une spirale meurtrière d'une femme, infirmière de profession, débordée par son obsession de venger sa compagne, victime d'une agression odieuse. Les policiers arriveront juste à temps pour éviter un nouveau meurtre.

### Épisode 2:Passé trouble
- Lieux : Nantes et Rennes
- Résumé : La nuit, deux femmes, l'une, très jeune et l'autre, un peu plus âgée, bousculent un groupe de clochards avinés au débouché d'une petite rue d'une grande ville. En regardant dans la direction de cette ruelle, un des clochards parvient à discerner le corps d'un homme allongé sur le sol et baignant dans son sang. La police locale, alertée, relève des indices et constate que les empreintes découvertes sur le cadavre correspondent à celle d'une femme déclarée décédée il y a six ans, alors qu'elle était recherchée pour son implication dans un braquage meurtrier dans un hippodrome à Toulon.
L'équipe des « limiers », prévenue, va se lancer à sa poursuite. Connaissant la passion de cette femme pour les chevaux, ils enquêtent dans le milieu des courses et finissent par retrouver la belle fille de la femme disparue. La jeune fille semble savoir beaucoup de choses et finira par expliquer les raisons qui ont conduit ces deux femmes à commettre un crime, mais aussi indiquer aux « limiers » comment retrouver sa belle-mère avant que celle-ci n'aille jusqu'au bout de sa vengeance.

### Épisode 3:5evictime
- Lieux : Troyes, Chalons en Champagne et la région champenoise
- Résumé : Un homme entravé est emporté sur un brancard vers une salle de soins. Il s'agit d'un détenu placé dans l'unité psychiatrique d'une prison. Malgré toutes les précautions prises par l'administration, celui-ci parvient à se faire passer pour le médecin, tout d'abord, en le neutralisant, puis en lui empruntant sa blouse et son badge professionnel. Le temps que le personnel pénitentiaire se rende compte du stratagème, l'homme, condamné pour avoir été l'auteur de cinq meurtres à caractère sexuel, est parvenu à sortir de la prison avec la voiture du médecin.
Prévenus, les « limiers » se lancent à sa poursuite, mais l'homme se montre rusé et habité par une idée fixe. À plusieurs reprises, les enquêteurs croisent le chemin du fugitif, notamment devant la maison de sa mère retrouvée décédée, faut de soins, puis dans le parc zoologique dont il fut l'employé avant d'être arrêté. Au hasard de sa cavale, l'homme prend en auto-stop une jeune fille qui a fui le domicile parental. Après avoir compris que le fugitif s'est accusé d'un cinquième meurtre commis par un autre afin de lui éviter la prison en échange de la prise en charge de sa mère, les « limiers » comprennent la faille et finissent par comprendre l'idée fixe de ce détenu en fuite. La présence d'un téléphone portable placé au bon endroit et au bon moment par un des enquêteurs, permettra aux « limiers » de retrouver la trace du fugitif et de récupérer la jeune fille devenue otage du sadique.

### Épisode 4:Mauvaise herbe
- Lieux : Cergy-Pontoise, Chaumont-en-Vexin et Gisors
- Résumé : des coups de feu éclatent sur le terrain vague d'une cité dortoir en banlieue parisienne. Sortant d'un bosquet, deux adolescents laissent tomber une arme sur le sol, puis l'un d'entre la récupère avant de s'enfuir sous le regard d'une femme attendant le bus. La police, arrivée sur les lieux, découvre, en visitant le terrain vague d'où provenaient les coups de feu, le corps d'un de leur collègue lieutenant de police, tué par balle. Interrogée dans le commissariat local, le témoin identifie l'un des adolescents, car sa photo orne un des murs du commissariat avec la mention « mineur disparu ».
Le jeune homme, âgé de 13 ans s'avère avoir fui le domicile de ses parents d'un milieu assez aisé, pour retrouver son père biologique en compagnie de son demi-frère, plus vieux que lui et élevé par sa mère dans la cité. Les deux jeunes ont, en fait, été témoins du meurtre de ce policer « ripou » et tentent de fuir les « limiers » qui les recherchent, ainsi que des trafiquants de drogue, responsables  de ce crime. Ils pensent être en sécurité en retrouvant leur vrai père, mais le danger ne vient pas d'où ils pouvaient croire, et les « limiers » auront tout juste le temps de le comprendre en retrouvant les deux jeunes, les sauvant ainsi in-extremis.

### Épisode 5:Prédateur
- Lieux : Lille, Marcq-en-Barœul et Valenciennes
- Résumé : Un homme d'une trentaine d'années est retrouvé mort dans son appartement au cœur d'une grande ville de banlieue. Seul indice valable, les empreintes d'un homme condamné pour meurtre et disparu de la circulation depuis plus de dix ans sur un tract trouvé près du corps. La police locale lance un avis de recherche et les « limiers » se mettent à la recherche de l'homme qui a totalement changé de vie. Bon dessinateur, celui-ci est devenu un auteur de bande dessinées et les enquêteurs retrouvent son domicile ou vivent également une femme et un adolescent. Profitant de la méconnaissance des lieux de la part des policiers, l'homme s'enfuit en quad. Des photos compromettantes trouvées au domicile du fuyard semblent indiquer que l'homme serait également un dangereux pédophile.
Au fur et à mesure de l'enquête, les « limiers » se rendent compte que la vérité est toute autre. Le dessinateur est, en fait, une ancienne victime d'un dangereux pédophile qui sévit depuis des années et avec l'aide d'une autre victime (l'homme retrouvé assassiné), il veut dénoncer le maniaque et finit par avoir la preuve qui confondra cet homme qui profite de sa position de directeur d'un centre de loisirs pour enfants. Malheureusement tout ne se passe pas comme l'aurait voulu le fugitif, et même si celui-ci arrive à confondre son bourreau, il finira par avoir tué son ami car celui-ci voulait laisser tomber l'affaire. Dépité, découragé, le fugitif décide de se donner la mort devant les yeux des policiers, de son bourreau, de son beau-fils et des policiers avec le revolver qu'un ancien co-détenu lui avait donné surant sa cavale.

### Épisode 6:Fugitive
- Lieux : Paris (6ème - Parc du Luxembourg - 15ème, 16ème, 18ème arrondissement)
- Résumé : la gardienne d'un immeuble parisien observe une femme absente et affolée, en train sortir d'un appartement de sa résidence situé au rez-de-chaussée. En s'approchant de la porte de cet appartement, la gardienne découvre des traces de sang, puis en pénétrant dans le séjour, le corps d'un homme âge d'une cinquantaine d'années allongé sur le sol et présentant une blessure importante sur le crâne. Il s'agit du propriétaire de l'appartement, PDG d'un important laboratoire pharmaceutique et il est mort. L'homme avait rendez-vous avec une femme dont le nom apparaît sur son agenda, mais celle-ci ne s'est pas à son domicile et elle reste introuvable.
Alertés les « limiers » se lancent à sa poursuite dans les rues de Paris. La femme semble obsédée par le fait de retrouver sa fille dont elle a été séparée par un mari possessif qui a réussi, grâce son argent, à obtenir la garde exclusif de leur fille. Très vite, les enquêteurs vont se rendre compte que cette femme n'est pas une meurtrière mais qu'elle a été manipulée par un maître-chanteur, lui-même manipulé par l'assassin qui a tout prévu. Cet assassin n'est autre que l'épouse de la victime qui voulait se débarrasser de son mari volage et qui en plus risquait de la mener à la ruine... Le commandant va réussir à faire avouer cette femme, puis arrêter ses complices, et, enfin retrouver la jeune mère en lui assurant qu'ils feront tout pour qu'elle puisse retrouver la garde de son enfant. Tout est bien qui finit bien...

## Critiques et commentaires
Selon le site du journal le Monde, la série présente un cadre nouveau lié à l'organisation de cette chasse à l'homme (ou femme) que constitue chaque épisode et possède certaines qualités dont le mérite de surprendre, mais selon l'article la série présente certaines incohérences de scénarios, certains clichés se sont développés au fil des enquêtes et ne font qu'« esquisser l'histoire intime et le caractère des membres de cette BRF. ».
Selon le site du journal Télérama qui ne donne que deux étoiles, la série repose sur une volonté d'innovation, mais, selon cet article : « les acteurs manquent d'espace et de liberté : un comble pour des flics de terrain allergiques au bureau. ».

## Autour de la série
Même si le nom des personnages de la série sont fictifs, la brigade de recherches des fugitifs existe réellement sous l'acronyme de BNRF. Basée à Nanterre, en région parisienne, la brigade nationale de recherche des fugitifs a été créée en 2003, à l'occasion de la recherche d'Yvan Colonna, fugitif suspecté dans une affaire criminelle, soit dix ans avant la diffusion de la série qui s'en est inspirée. 